# Staatliche Graphische Sammlung
La Staatliche Graphische Sammlung ou Collection graphique d'État de Munich (allemand : Staatliche Graphische Sammlung München, SGSM) est l'une des plus importantes collections d'estampes et de dessins au niveau mondial[réf. nécessaire]. Elle est avec les cabinets des estampes de Berlin et de Dresde la plus importante institution de ce type en Allemagne. Elle abrite un fonds de plus de 400 000 pièces de toutes les époques de l'art du dessin et de la gravure, du XVe siècle à nos jours.

## Histoire
L'origine de la Collection remonte à 1758, avec la création d'un cabinet d'estampes et de dessins par le prince Carl Theodor von der Pfalz dans le Château de Mannheim. En 1794, elle est mise en sécurité à Munich devant l'avancée de l'Armée du Rhin. Lors de la sécularisation des biens de l'Église de 1803, la collection est considérablement enrichie.
En 1839, une partie de la Collection est exposée pour la première fois au grand public à Munich dans l'Ancienne Pinacothèque, dans un cabinet réservé aux estampes. En 1874, ce cabinet acquiert le statut de musée indépendant et est renommé Cabinet royal des estampes. En 1917, il est transféré dans la Nouvelle Pinacothèque, où la Collection est hébergée jusqu'en 1944. Après la destruction du bâtiment pendant la Seconde Guerre mondiale, et des pertes, elle devient la Staatliche Graphische Sammlung de Munich et est logée dans la Maison des Instituts culturels, dans l'immeuble où elle se trouve encore aujourd'hui. 
Depuis 2002, la Collection dispose de ses propres salles d'exposition, hébergées dans la nouvelle Pinakothek der Moderne.

## Directeurs
- 1885-1904 : Wilhelm Schmidt
- 1904-1917 : Heinrich Pallmann
- 1918-1937 : Otto Weigmann
- 1940-1948 : Alfred Seyler
- 1948-1965 : Pierre Halm
- 1965-1970 : Bernhard Degenhart
- 1971-1977 : Herbert Pée
- 1977-1988 : Dieter Kuhrmann
- 1989-2000 : Tilman Falk
- 2000-2015 : Michael Semff
- depuis 2016 : Michael Hering[1]

## Collections
Le cabinet des estampes possède environ 350 000 estampes et 45 000 dessins, dont les œuvres des artistes suivants : les Frères Asam, Georg Baselitz, Max Beckmann, Joseph Beuys, Salvador Dalí, Otto Dix, Albrecht Dürer, Max Ernst, Anselm Feuerbach, Caspar David Friedrich, Vincent van Gogh, Le Greco, Matthias Grünewald, Olaf Gulbransson, Ignaz Günther; Jörg Immendorff, Vassily Kandinsky, Paul Klee; Gustav Klimt, Käthe Kollwitz, Roy Lichtenstein; Max Liebermann, Joseph Mader, René Magritte, Édouard Manet, Andrea Mantegna, Franz Marc, Henri Matisse, Pius Ferdinand Messerschmitt, Michel-Ange, Edvard Munch, Emil Nolde, Albert Oehlen; Claes Oldenburg, Pablo Picasso, Rembrandt, Pierre Paul Rubens, Carl Spitzweg, Léonard de Vinci ou Andy Warhol.

## Départements
La collection graphique est répartie en cinq départements historiques.

### Art allemand duXVeauXVIIIesiècle

Albrecht Dürer, Étude de mains avec une Bible, 1506.
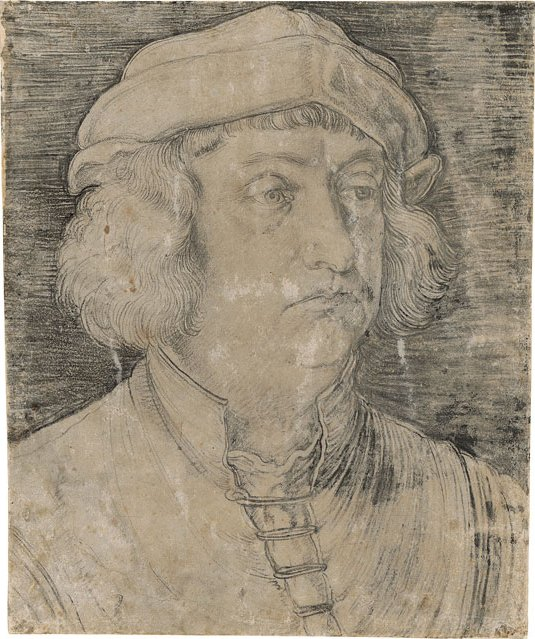
Albrecht Dürer, Portrait de Kaspar Nützel, 1517.

### Art néerlandais duXVeauXVIIIesiècle

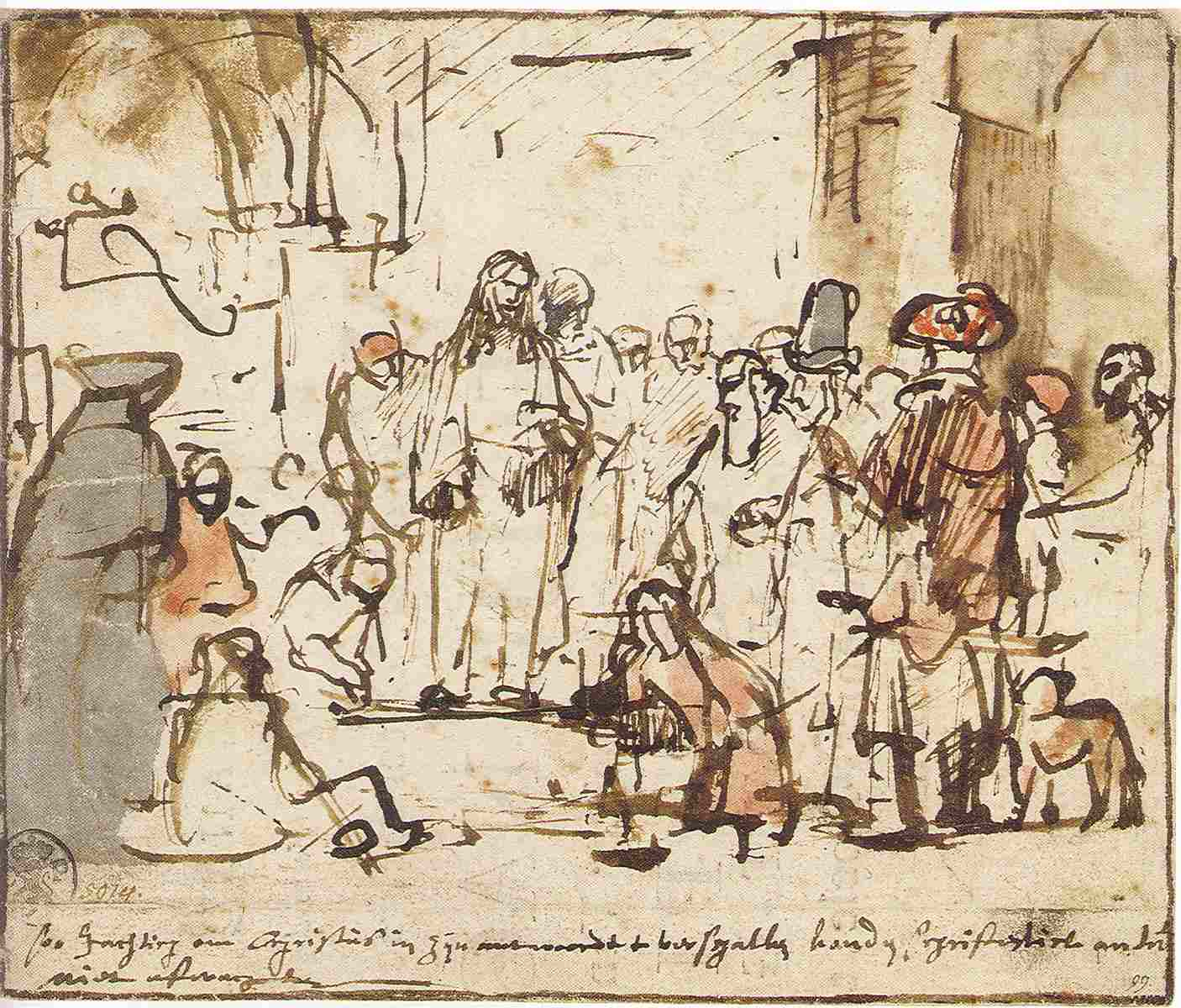
Rembrandt, Le Christ et la Femme adultère, 1644.

### Art italien et français duXVeauXVIIIesiècle

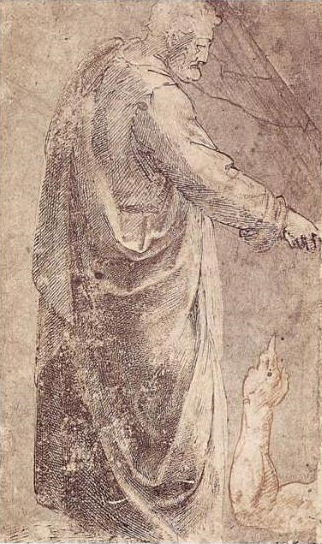
Michel-Ange, dessin d'après  Le Paiement du tribut, de Masaccio.
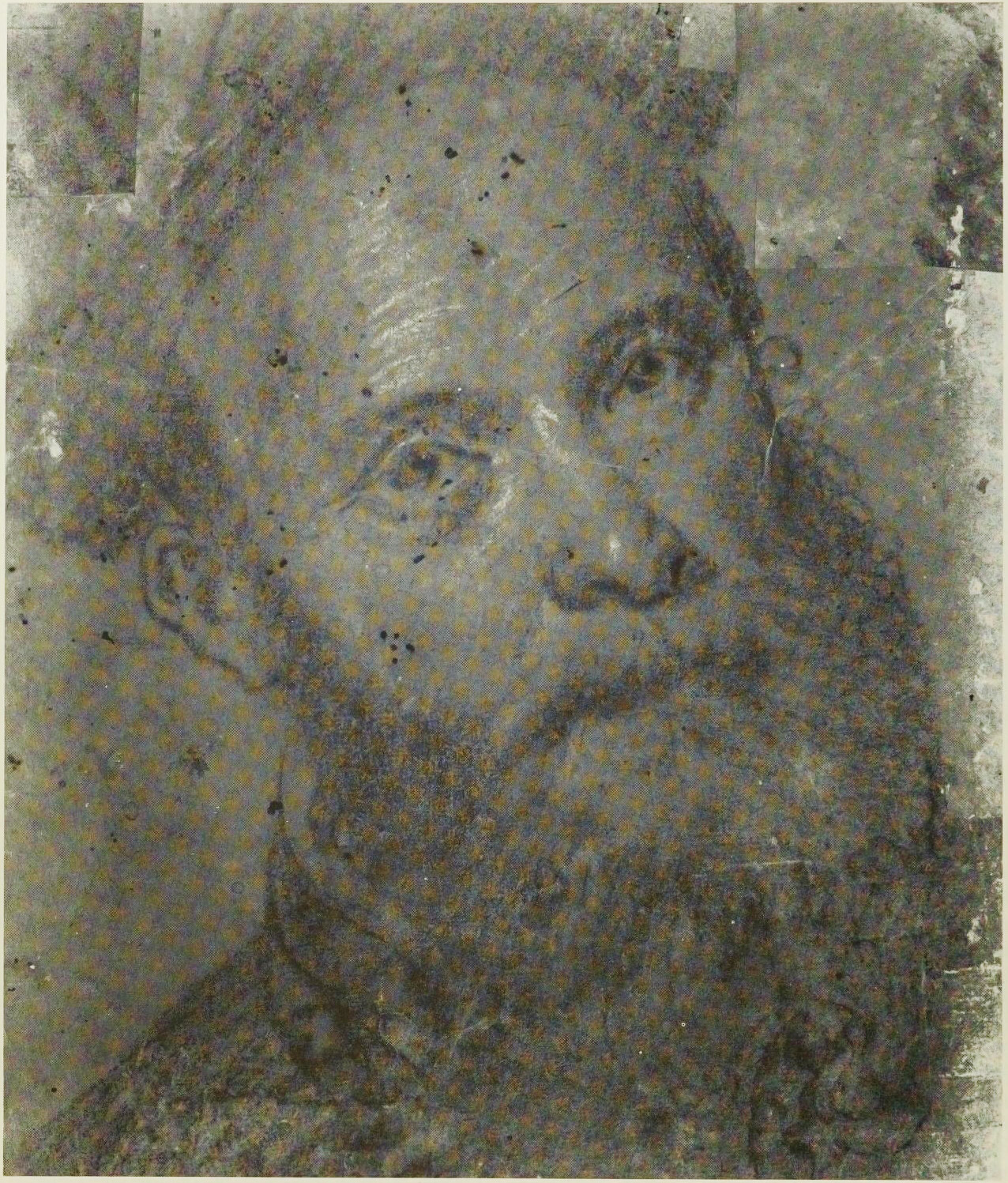
Dessin de Paul Véronèse

### Art duXIXesiècle

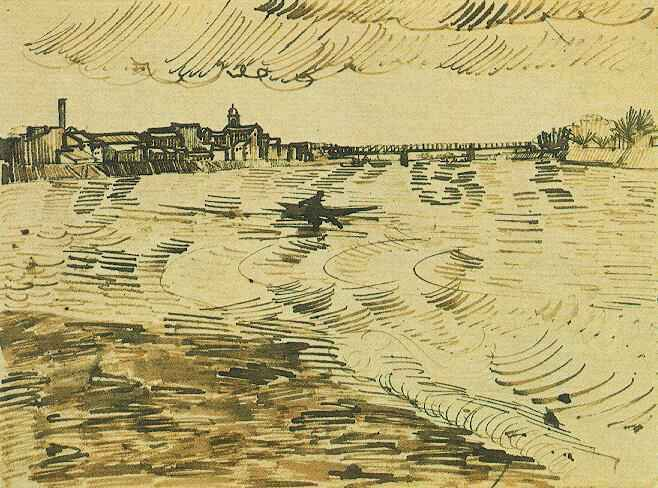
Van Gogh, dessin
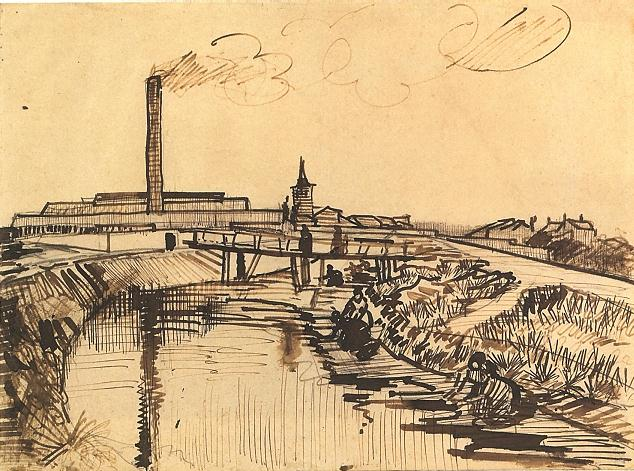
Van Gogh, dessin
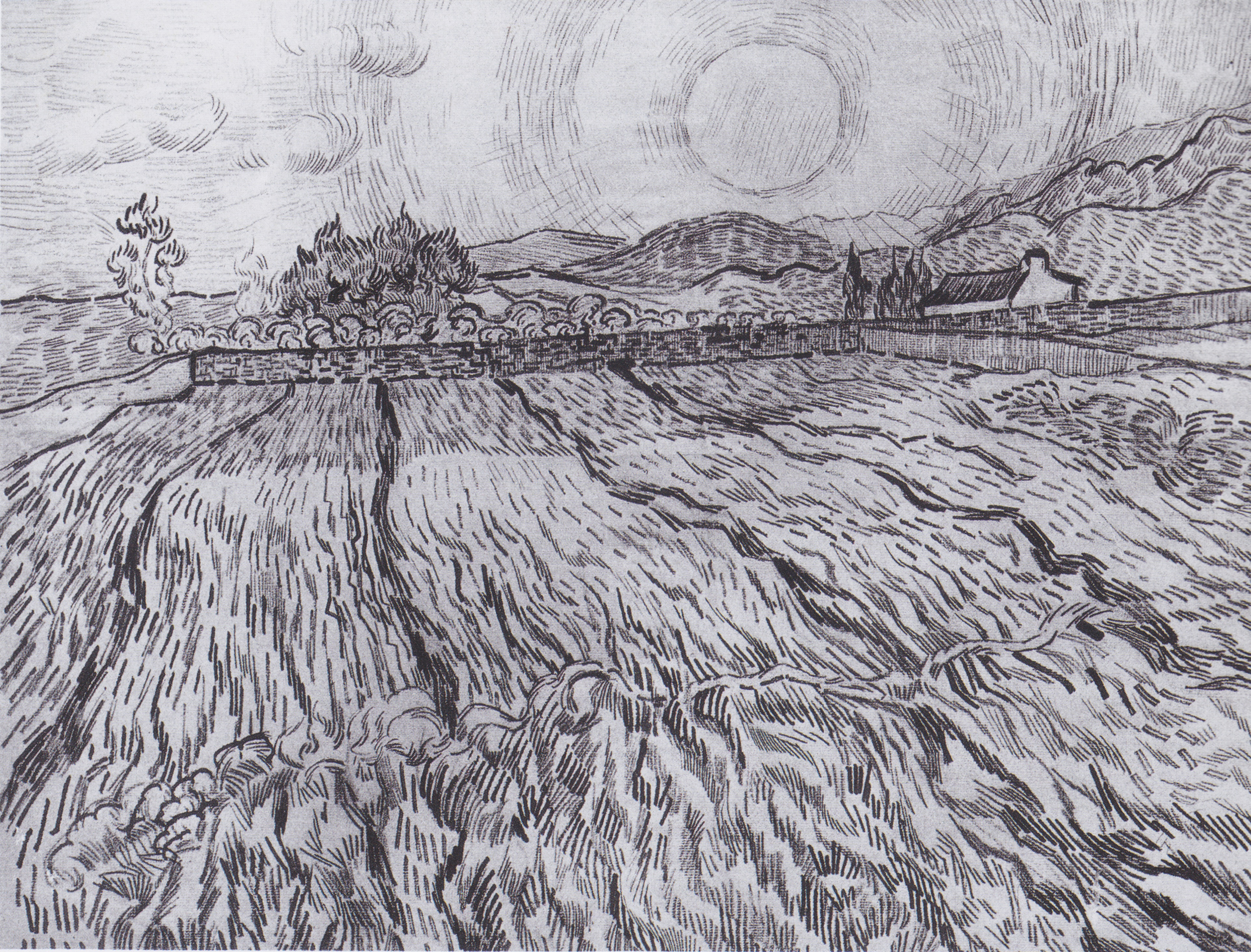
Van Gogh, Terrain clôturé derrière l'hôpital Saint-Paul, dessin, 1889.
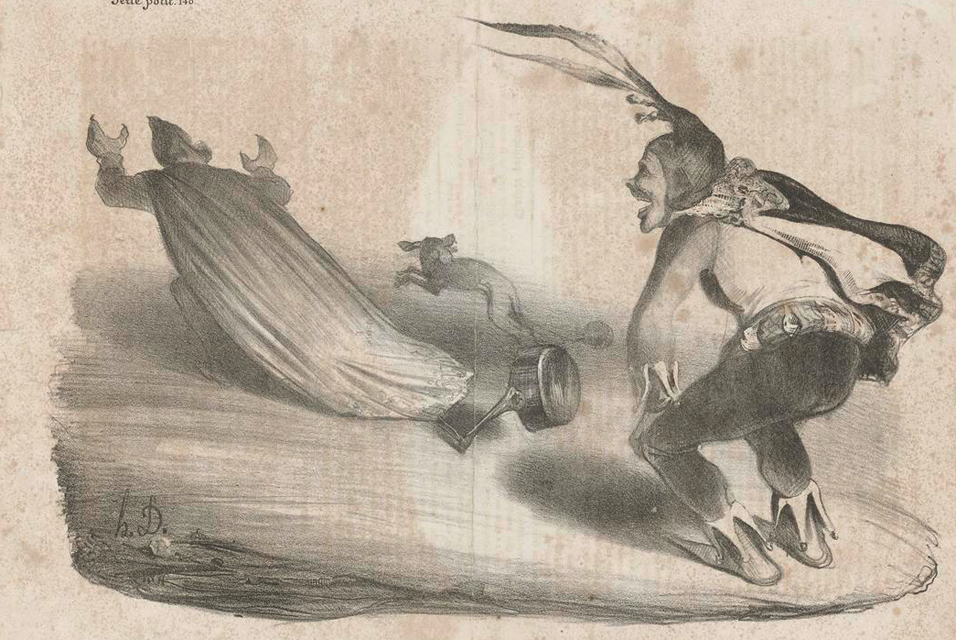
Honoré Daumier, Hé ! La chian..... li....li....li....., 1834.

### Art duXXeet duXXIesiècle

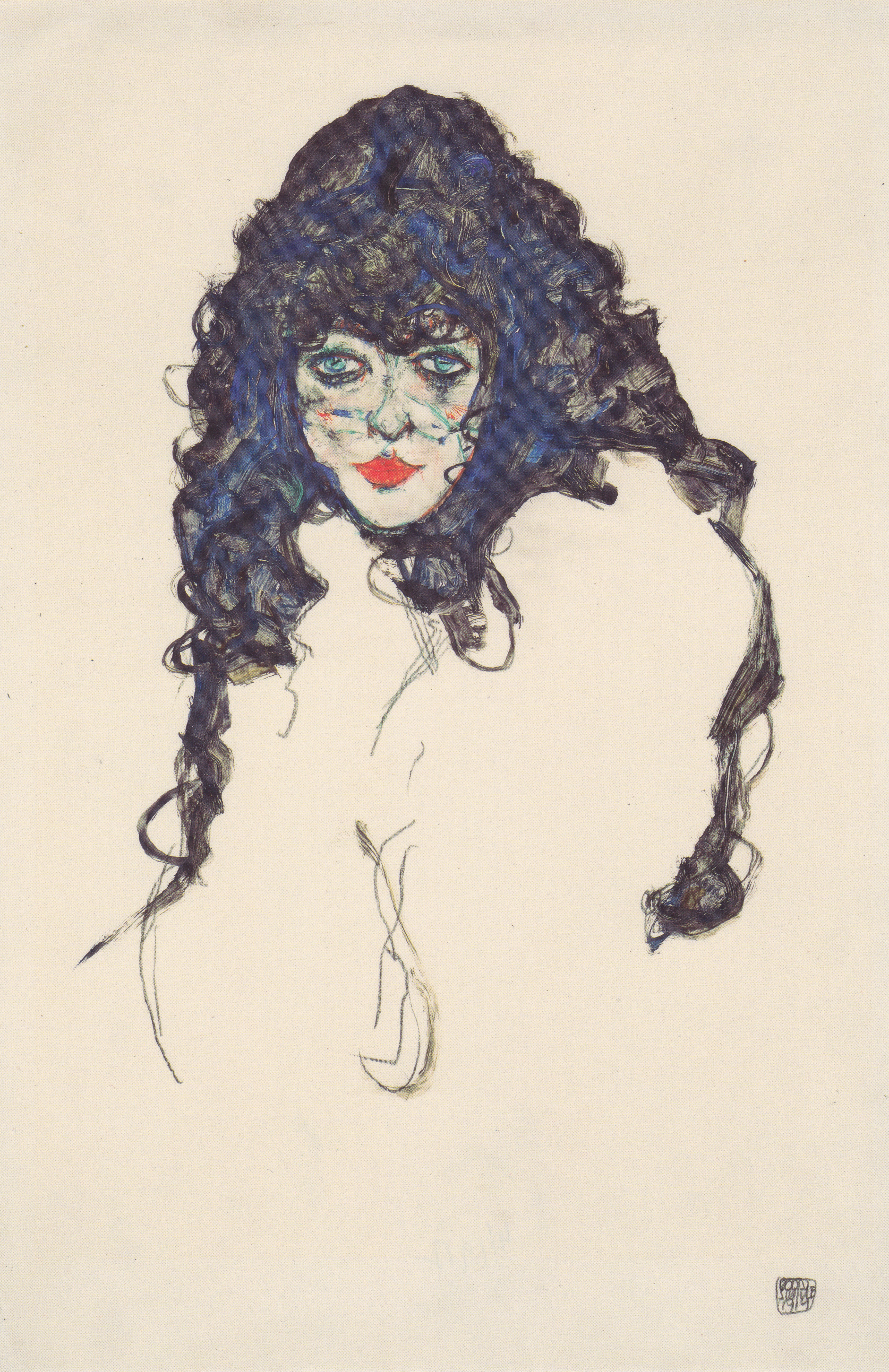
Egon Schiele, 1914.
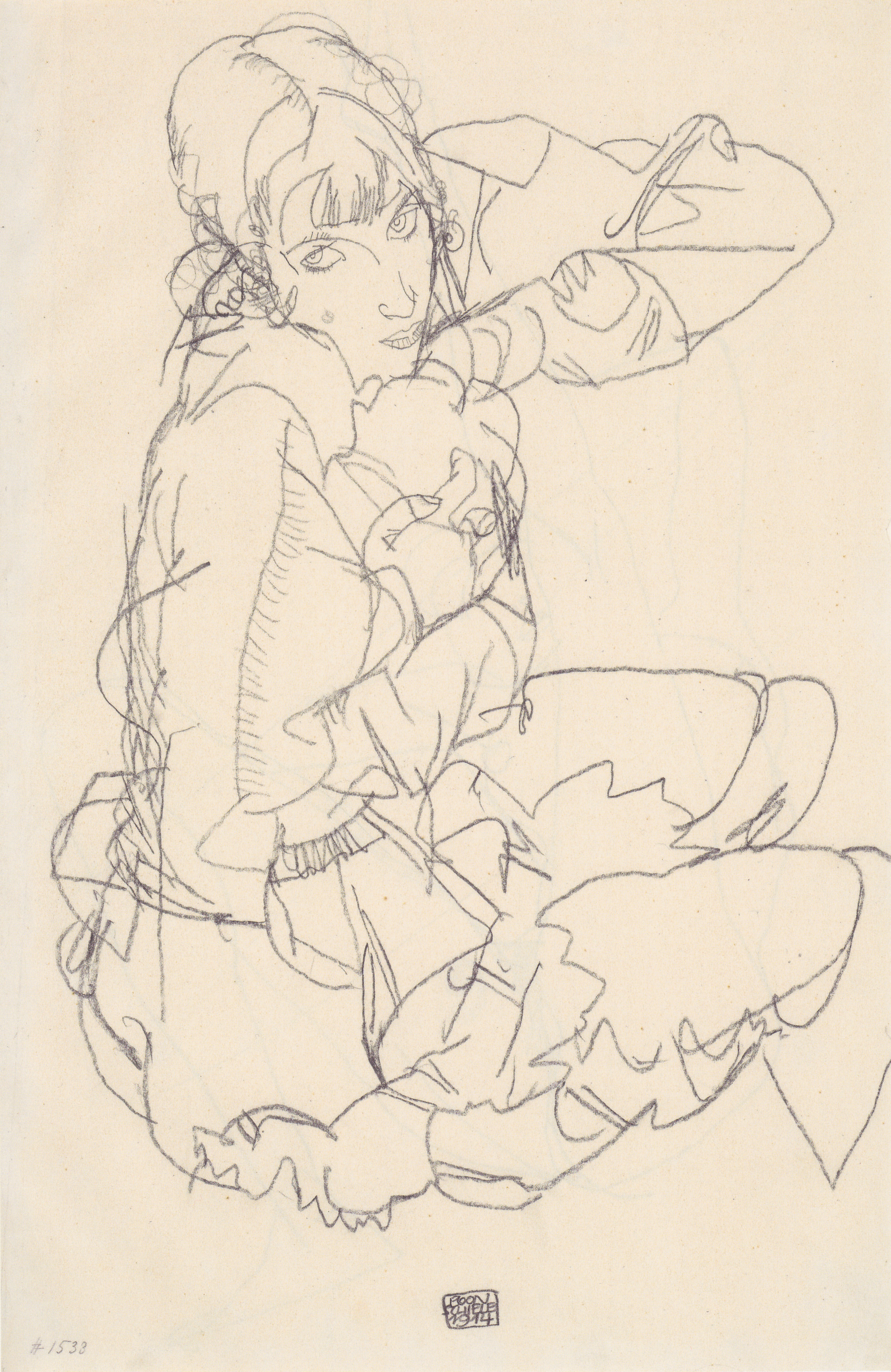
Egon Schiele, 1914.
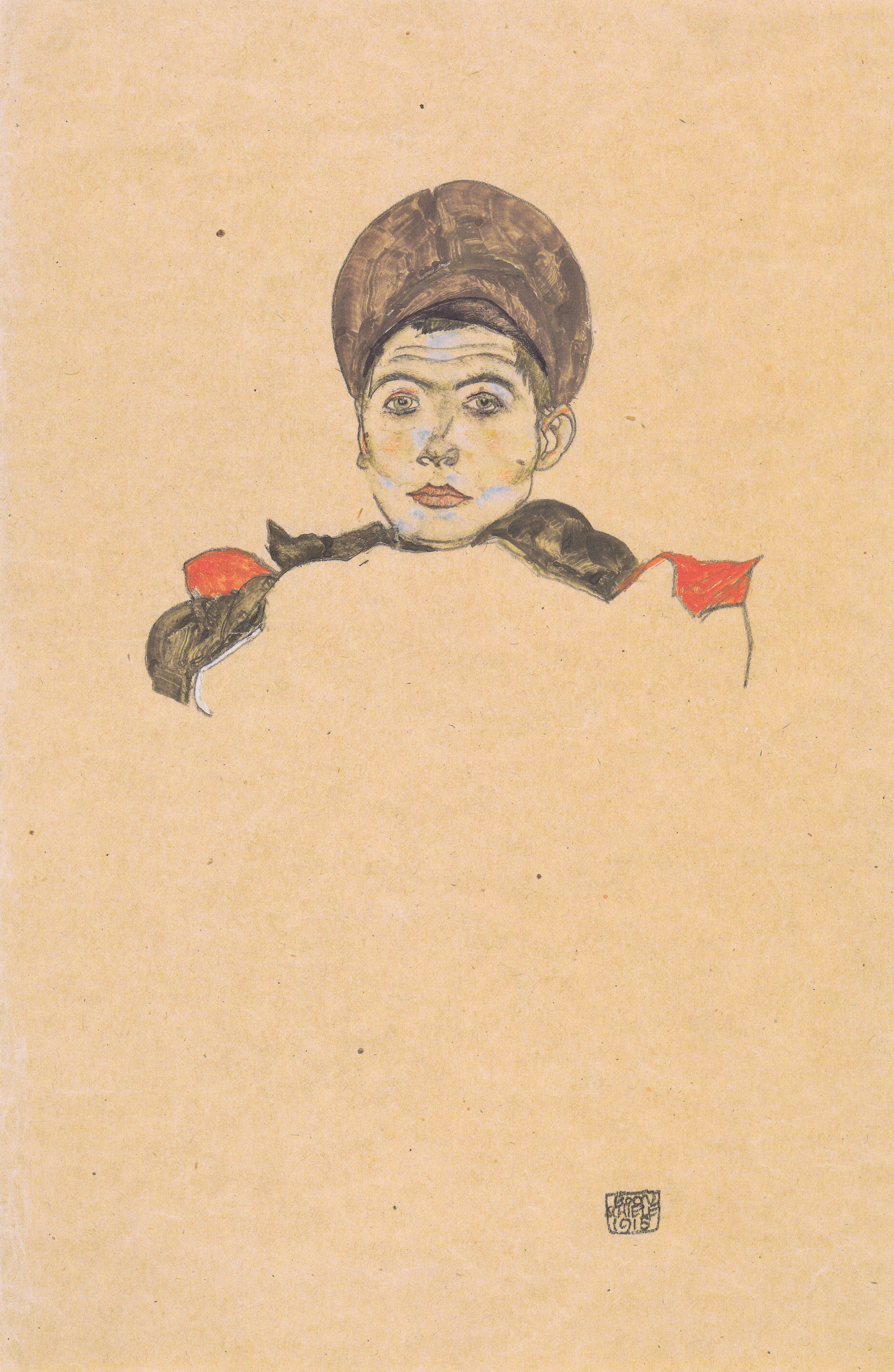
Egon Schiele, Prisonnier russe, 1915.
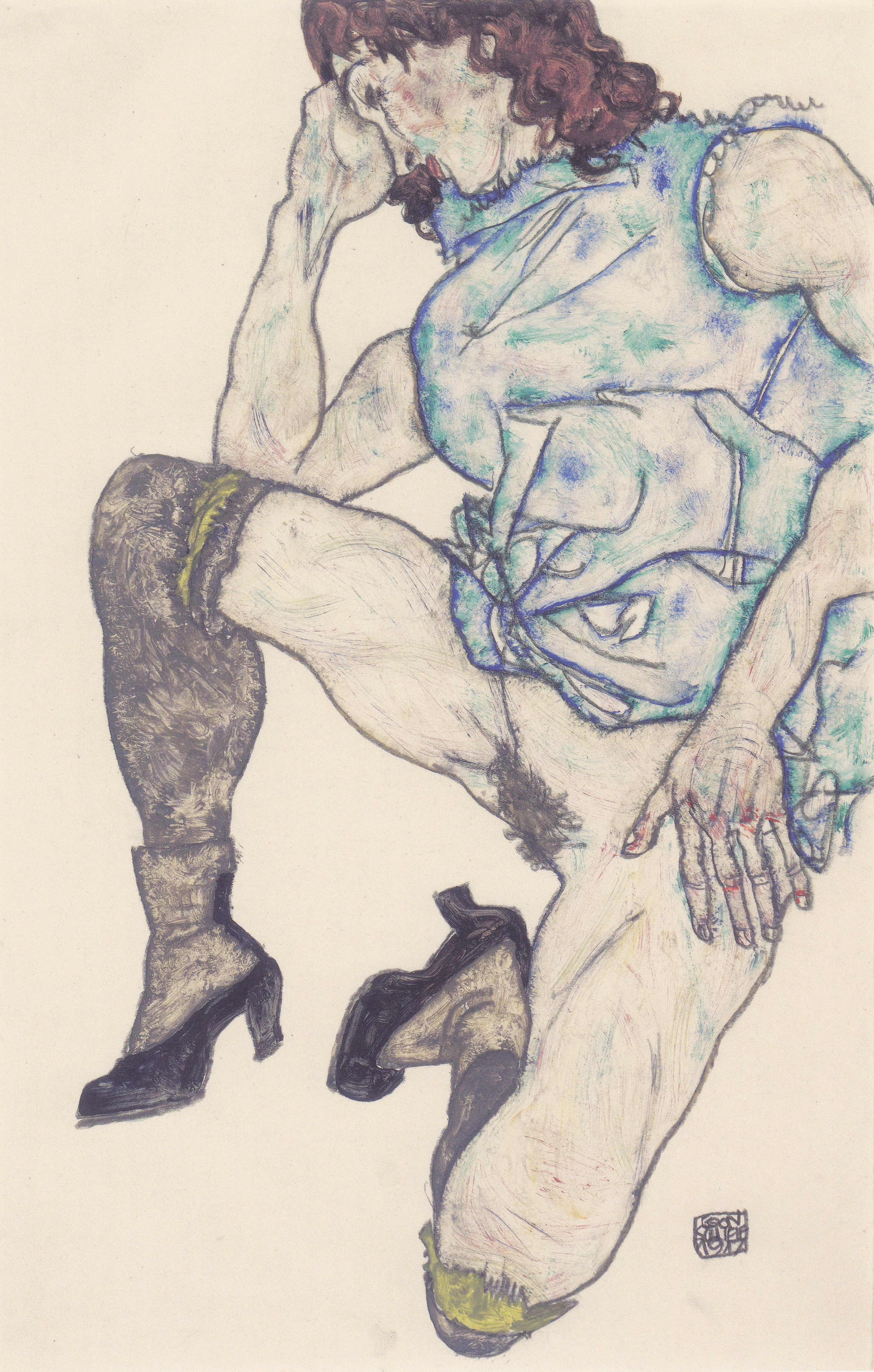
Egon Schiele, 1917.
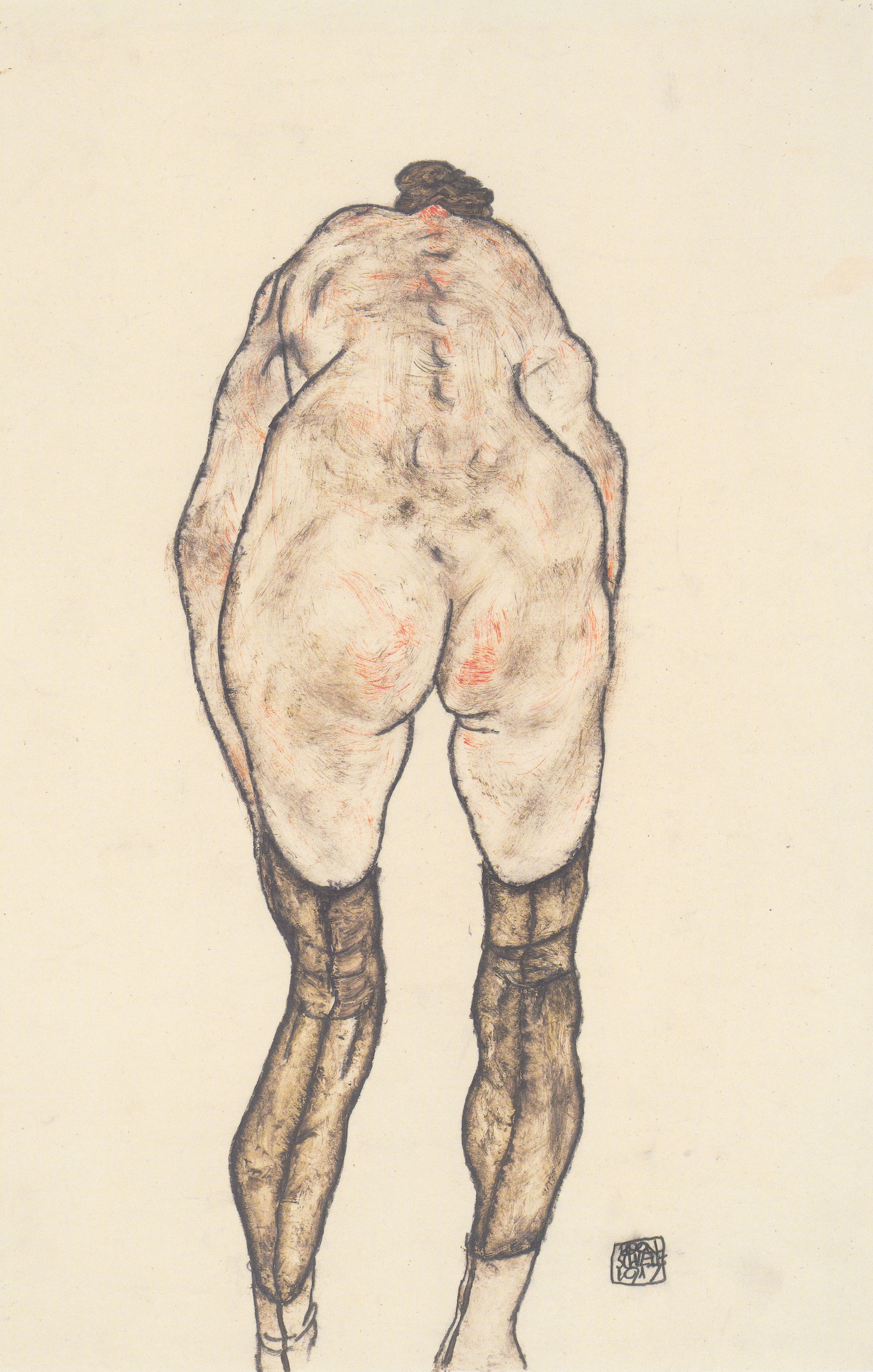
Egon Schiele, 1917.

## Services
L'établissement dispose d'une salle de consultation temporaire des documents qui ne peuvent être exposés à la lumière, d'espace de conservation pour des œuvres artistiques appartenant à des personnes privées et de plusieurs ateliers, dont un atelier de restauration et un atelier de passe-partout.